# Col de la Geneste
Le col de la Geneste est un col de montagne français situé dans les monts Dore, dans le département du Puy-de-Dôme à 1 369 mètres d’altitude. Il permet de relier Picherande à Super-Besse.